# Bruno Marin
Pour les articles homonymes, voir Marin.
Bruno Marin, né le 9 octobre 1963 à Douarnenez, est un footballeur français des années 1980 et 1990. Durant sa carrière, il évolue au poste d'attaquant. Formé au Stade rennais, il réalise l'essentiel de sa carrière en Division 2, et passe également sous les couleurs du SCO d'Angers, du FC Lorient et du FC Annecy.

## Biographie
Né le 9 octobre 1963 à Douarnenez, Bruno Marin évolue dans le club de sa ville natale, la Stella Maris, avant de rejoindre le Stade rennais en 1979, peu avant ses seize ans, où il réalise sa formation. Il fait sa première apparition professionnelle le 22 janvier 1983, à l'occasion d'un match remporté face à l'AS Béziers, lors duquel il remplace Mario Relmy en cours de rencontre. En trois saisons, de 1982 à 1985, l'attaquant dispute treize rencontres sous les couleurs du Stade rennais. Lors de sa seconde saison professionnelle, en 1983-1984, il participe à l'unique rencontre de Division 1 de sa carrière, rentrant en jeu durant un match disputé le 19 novembre 1983 face à l'AS Nancy-Lorraine en remplacement de Włodzimierz Mazur. La saison 1984-1985 est celle où Bruno Marin fait le plus d'apparitions avec l'équipe professionnelle : titularisé à trois reprises en Division 2, Pierre Mosca le fait également rentrer en jeu à deux reprises lors des cinq matchs de barrage disputés par le Stade rennais pour obtenir sa remontée en D1. Le 5 juin 1985, il remplace Gilbert Le Goff lors du match qui permet à l'équipe rennaise de valider son retour dans l'élite, face au FC Rouen au stade Robert-Diochon. Septième tireur rennais, Bruno Marin convertit sa tentative face à Michel Bensoussan durant la séance de tirs au but décisive.
Malgré cette montée, Bruno Marin poursuit néanmoins sa carrière en deuxième division. En 1985, il quitte le Stade rennais et s'engage avec le SCO d'Angers, qui dispute alors le championnat de Division 2. Il y gagne en temps de jeu, disputant 86 matchs de championnat en l'espace de trois saisons, pour onze buts marqués. En 1988, à l'issue d'une saison terminée à la sixième place de son groupe de D2 par le SCO, Bruno Marin retourne en Bretagne. Il s'engage avec le FC Lorient, entraîné par Alain Thiboult en Division 3. Le club morbihannais, qui fait alors l'ascenseur entre D2 et D3, remonte à l'étage supérieur à l'issue de la saison 1988-1989, Bruno Marin disputant vingt-deux matchs et marquant sept buts à cette occasion. Mais la saison suivante se clôt sur une redescente immédiate, et l'attaquant finistérien finit par quitter le club, après avoir marqué sept nouveaux buts. Il poursuit alors sa carrière en Division 2, en jouant durant deux saisons sous les couleurs du FC Annecy, durant lesquelles il joue une cinquantaine de matchs, puis quitte le club rhônalpin en 1992.
À cette date, Bruno Marin rentre dans le Finistère et s'engage avec le Quimper CFC, avec lequel il retrouve le championnat de D3, sous statut amateur, et dispute plus de 80 matchs à ce niveau en l'espace de trois saisons. En 1995, il quitte Quimper pour l'US Concarneau, en National 3, et y termine sa carrière de joueur par une relégation en Division d'honneur. Bruno Marin commence alors à travailler pour une compagnie d'assurances, et devient entraîneur pour des clubs amateurs du Finistère, notamment le FC Quimper Penhars en 1997-1998, les Glaziks de Coray en 1998-1999, avant de diriger durant deux saisons l'US Concarneau puis l'ES Kerfeunteun. Il pratique également le football corporatif.

## Palmarès
En 1983, Bruno Marin obtient son unique titre au niveau national en étant sacré champion de France de Division 2 avec le Stade rennais. Il dispute une rencontre avec l'équipe rennaise durant cette saison, la première de sa carrière de footballeur professionnel.

## Statistiques
| Saison                | Club                  | Championnat           | Championnat | Championnat | Coupe(s) nationale(s) | Coupe(s) nationale(s) | Total | Total |
| Saison                | Club                  | Division              | M.          | B.          | M.                    | B.                    | M.    | B.    |
| 1982-1983             | Stade rennais FC      | Division 2            | 1           | 0           | 0                     | 0                     | 1     | 0     |
| 1983-1984             | Stade rennais FC      | Division 1            | 1           | 0           | 0                     | 0                     | 1     | 0     |
| 1984-1985             | Stade rennais FC      | Division 2            | 9           | 0           | 2                     | 0                     | 11    | 0     |
| Sous-total            | Sous-total            | Sous-total            | 11          | 0           | 2                     | 0                     | 13    | 0     |
| 1985-1986             | SCO Angers            | Division 2            | 33          | 5           | 3                     | 0                     | 36    | 5     |
| 1986-1987             | SCO Angers            | Division 2            | 26          | 2           | 2                     | 0                     | 28    | 2     |
| 1987-1988             | SCO Angers            | Division 2            | 27          | 4           | 0                     | 0                     | 27    | 4     |
| Sous-total            | Sous-total            | Sous-total            | 86          | 11          | 5                     | 0                     | 91    | 11    |
| 1988-1989             | FC Lorient            | Division 3            | 22          | 7           | 1                     | 1                     | 23    | 8     |
| 1989-1990             | FC Lorient            | Division 2            | 34          | 7           | 0                     | 0                     | 34    | 7     |
| Sous-total            | Sous-total            | Sous-total            | 56          | 14          | 1                     | 1                     | 57    | 15    |
| 1990-1991             | FC Annecy             | Division 2            | 30          | 0           | 2                     | 0                     | 32    | 0     |
| 1991-1992             | FC Annecy             | Division 2            | 26          | 1           | 0                     | 0                     | 26    | 1     |
| Sous-total            | Sous-total            | Sous-total            | 56          | 1           | 2                     | 0                     | 58    | 1     |
| Total sur la carrière | Total sur la carrière | Total sur la carrière | 209         | 26          | 10                    | 1                     | 219   | 27    |